# ولیین
ولیین یکی از روستاهای استان آذربایجان شرقی است که در دهستان گرمه جنوبی بخش مرکزی شهرستان میانه واقع شده‌است در سال‌های اخیر کشاورزی در این روستا شاهد افت و خیزهای فروانی بوده‌است.